# Anophiura
Anophiura is een geslacht van slangsterren uit de familie Ophiolepididae.

## Soorten
- Anophiura banzarei Madsen, 1967
- Anophiura planissima H.L. Clark, 1939
- Anophiura simplex H.L. Clark, 1939